# Camino
A Camino (spanyol szó, út; útvonal) egy szabad, nyílt forráskódú, grafikus felhasználói felületű webböngésző amely a Mozilla által fejlesztett  Gecko böngészőmotort használja és speciálisan a Mac OS X operációs rendszerre tervezték. Szintén XUL alapú felülettel dolgozik mint a Mozilla legtöbb szoftvere, de a Camino a Cocoa API-t használja hogy tökéletesen illeszkedjen az OS X felületébe, bár a szövegmező nem natív.

## Verziótörténet
| 0.1 | 2002. február 13.   |
| 0.2 | 2002. április 6.    |
| 0.4 | 2002. július 24.    |
| 0.5 | 2002. szeptember 9. |
| 0.6 | 2002. november 5.   |
| 0.7 | 2003. március 6.    |
| 0.8 | 2004. június 25.    |
| 1.0 | 2006. február 14.   |
| 1.5 | 2007. június 5.     |
| 1.6 | 2008. április 17.   |

## Legújabb verziók
A Camino jelenleg az alábbi verziókban érhető el:
| Mac OS X verzió | Legújabb verzió | Gecko kiadás |
| --------------- | --------------- | ------------ |
| 10.1            | 0.8.5           | 1.7.6        |
| 10.2.8          | 1.0.6           | 1.8.0.13     |
| 10.3.0          | 1.5.5           | 1.8.1.12     |
| 10.3.9          | 1.6.11          | 1.8.1.24     |
| 10.4            | 2.1.2           | 1.9.2.28     |
| 10.5            | 2.1.2           | 1.9.2.28     |
| 10.6            | 2.1.2           | 1.9.2.28     |
| 10.7            | 2.1.2           | 1.9.2.28     |
| 10.8            | 2.1.2           | 1.9.2.28     |